# V86 mode
V86 mode is de toestand van een processor van de x86-architectuur waarbij een
computerprogramma in een geëmuleerde 8086-machine draait, terwijl in werkelijkheid de processor een 80386 of hoger is. Deze modus staat ook bekend als 386 Enhanced-modus.
real mode · protected mode· V86 mode